# Флаг Сланцевского городского поселения
Флаг муниципального образования Сланцевское городское поселение Сланцевского муниципального района Ленинградской области Российской Федерации — опознавательно-правовой знак, служащий официальным символом муниципального образования.
Утверждён 31 августа 2010 года и внесён в Государственный геральдический регистр Российской Федерации с присвоением регистрационного номера 6299.

## Описание флага
Прямоугольное полотнище с отношением ширины флага к длине — 2:3, воспроизводящее композицию герба в голубом, зелёном, белом и красном цветах.
Геральдическое описание герба гласит: «В поле повышенно пересечённом лазурью (синим, голубым) и зеленью, поверх всего — две серебряные горы с острыми вершинами, пологими правыми и крутыми левыми склонами, меньшая позади и правее большей, сопровождаемые вверху — тремя червлёными (красными) с серебряной окантовкой языками пламени, внизу — двумя серебряными кирками накрест, рукоятями вниз и поверх них — серебряным молотом в столб, рукоятью вверх».

## Обоснование символики
Символика означает промышленный характер города. 9 апреля 1930 года — день закладки первого сланцевого рудника на левом берегу реки Плюссы — шахты имени С. М. Кирова — принято ныне считать Днём города, возникшего как топливно-сырьевая база Ленинграда.
Красные языки пламени символизирует химическую переработку сланцев, возможность их использования как топлива.
Белый цвет (серебро) символизирует чистоту помыслов, искренность, правдивость, невинность, благородство, откровенность, непорочность и надежду.
Красный цвет символизирует право, мужество, самоотверженность, любовь, храбрость, неустрашимость, труд, жизнеутверждающую силу, праздник, красоту, солнце и тепло.
Зелёный цвет — символизирует радость, жизнь, надежду и возрождение природы каждую весну.
Голубой цвет (лазурь) символизирует знания, истину, честность, верность, безупречность, красоту, мягкость и величие.